# Jerzy
Jerzy – imię męskie, polski odpowiednik greckiego Georgios. Wywodzi się od gr. γεωργός (geōrgos), „pracownik ziemny”, „rolnik”, które stało się imieniem w języku greckim: Γεώργιος (Geōrgios) i łac. Georgius. Słowo γεωργός powstało w wyniku połączenia gr. γῆ (Ge), „ziemia”, „gleba” i ἔργον (ergon), „praca”.
Jerzy imieniny obchodzi: 27 stycznia, 19 lutego, 19 kwietnia, 23 kwietnia, 27 lipca, 24 sierpnia, 19 października, 20 października i 2 listopada.
Dawniej obok imienia Jerzy funkcjonowało też w języku polskim imię Jur (obecnie należy do imion bardzo rzadkich).
W niektórych językach obcych, w odróżnieniu od języka polskiego, istnieje również żeńska forma tego imienia: Georgia, Georgina, Jiřina.

## Odpowiedniki w innych językach i dialektach
- angielski: George
- bułgarski: Георги (Georgi)
- czeski: Jiří
- dolnołużycki: Juro
- duński: Jørgen
- esperanto: Georgo[5]
- fiński: Yrjö
- francuski: Georges
- górnołużycki: Jurij
- grecki: oficjalnie: Γεώργιος (Geôrgios), potocznie: Γιώργος (Giôrgos)
- gruziński: გიორგი (Giorgi)
- hiszpański: Jorge
- japoński: ジョージ (Jōji)
- kataloński: Jordi
- litewski: Jurgis
- niderlandzki: Joris
- niemiecki: Georg, Jörg, Jürgen, Jörgen
- norweski: Jørgen, Georg
- portugalski: Jorge
- rosyjski: Георгий (Gieorgij), Юрий (Jurij), Егор (Jegor)
- słowacki: Juraj
- szwedzki: Göran, Jörgen
- śląski: Jorg
- ukraiński: Юрій (Jurij), Георгій (Heorhij), Юрко (Jurko)
- węgierski: György
- włoski: Giorgio

## Znane osoby noszące to imię

### Władcy
- Jerzy (?, zm. 739), książę Neapolu w latach 729–739
- Jerzy (1582-1641), książę Brunszwiku-Lüneburga w latach 1635–1641
- Jerzy Albert (1838-1890), książę Schwarzburg-Rudolstadt w latach 1869–1890
- Jorge Mario Bergoglio (1936-2025), papież Franciszek
- Jerzy Brodaty (1471-1539), książę Saksonii od 1500
- Jerzy I Glücksburg (1845-1913), król Grecji od 1863
- Jerzy II Glücksburg (1890-1947), król Grecji 1922-1923 i 1935-1947
- Jerzy z Podiebradów (1420-1471), król Czech od 1458
- György I Rákóczi, książę Siedmiogrodu 1630-1648
- György II Rákóczi, książę Siedmiogrodu 1648-1657
- Jerzy Wettyn (1832–1904), król Saksonii od 1902
- Jerzy V Wspaniały (ok. 1285-1346), władca Gruzji od 1314

### Pozostałe osoby o imieniu Jerzy
- Jerzy Afanasjew, polski pisarz, poeta i reżyser
- Jerzy Andrzejewski, polski prozaik, publicysta i felietonista
- Jerzy Antczak, polski reżyser teatralny i filmowy
- Jerzy Samuel Bandtkie, polski filolog i historyk językoznawstwa
- Jerzy Bańczerowski, polski filolog
- Jerzy Bielecki, poseł na Sejm RP V kadencji
- Jerzy Bielecki, więzień obozu Auschwitz-Birkenau
- Jerzy Bińczycki, polski aktor teatralny i filmowy
- Jerzy Bogajewicz, polski scenarzysta i reżyser
- Jerzy Bończak, polski aktor teatralny i filmowy
- Jerzy Bralczyk, językoznawca polski
- Jerzy Broszkiewicz, polski prozaik i dramatopisarz
- Georg Brüning
- Jerzy Brzęczek, polski piłkarz medalista na olimpiadzie w Barcelonie
- Jerzy Budnik, poseł na Sejm RP
- Jerzy Buzek, premier rządu RP w latach 1997–2001
- Giorgio Cavazzano, włoski rysownik komiksów z Myszką Miki i Kaczorem Donaldem
- Jerzy Chromik, polski lekkoatleta
- Jerzy Cnota, polski aktor
- Jerzy Derfel, polski kompozytor i pianista
- Jerzy Doerffer, polski inżynier
- Jerzy Duda-Gracz, polski malarz i scenograf
- Jerzy Dudek, polski piłkarz
- Jerzy Dziewulski, polski polityk
- Jerzy Engel, polski piłkarz i trener
- Jerzy Fedorowicz, polski aktor teatralny i filmowy
- Jerzy Flisak, polski rysownik, satyryk
- Jerzy Ficowski, polski poeta i prozaik
- Jerzy Giedroyć, polski publicysta i epistolograf
- Jerzy Gorgoń, polski piłkarz
- Jerzy Gosiewski, poseł na Sejm RP V kadencji
- Jerzy Granowski, polski dziennikarz, poeta i grafik
- Jerzy Grotowski, polski reżyser i teoretyk teatru
- Jerzy Grunwald, polski wokalista i instrumentalista
- Jerzy Gruba, polski generał MO
- Jerzy Gruza, polski reżyser i scenarzysta
- Jerzy Grzegorzewski, polski reżyser i scenograf teatralny
- Jerzy Harald, polski kompozytor i pianista
- Jerzy Harasymowicz, polski poeta
- Jerzy Hausner, polski polityk i ekonomista
- Jerzy Hoffman, polski reżyser i scenarzysta filmowy
- Jerzy Janowicz, polski tenisista
- Jerzy Jaskiernia, polski polityk
- Jerzy Jurandot, polski poeta i dramaturg
- Jerzy Kamas, polski aktor filmowy i teatralny
- Jerzy Klempel, polski piłkarz ręczny
- Jerzy Kopa, polski trener i działacz piłkarski
- Jerzy Kosiński, polski pisarz
- Jerzy Kropiwnicki, polski polityk
- Jerzy Kawalerowicz, polski reżyser i scenarzysta
- Jerzy Koenig, polski krytyk teatralny i publicysta
- Jerzy Kossak, polski malarz
- Jerzy Kreczmar, polski aktor i reżyser
- Jerzy Kryszak, polski aktor i satyryk
- Jerzy Krzysztoń, polski prozaik i dramaturg
- Jerzy Kukuczka, polski alpinista i himalaista
- Jerzy Kulej, polski pięściarz
- Jerzy Liebert, polski poeta okresu międzywojennego
- Jerzy Łoś, urzędnik, starosta w okresie II Rzeczypospolitej
- Jerzy Łoś, logik, matematyk i ekonomista
- Jerzy Maksymiuk, polski dyrygent
- Jerzy Adam Marszałkowicz, inicjator powstania Towarzystwa pomocy im. św. Brata Alberta
- Jerzy Materna, poseł na Sejm RP V kadencji
- Jerzy Matlak, polski trener
- Jerzy Matulewicz, biskup wileński, błogosławiony
- Jerzy „Duduś” Matuszkiewicz, polski kompozytor
- Jerzy Michotek, polski aktor i piosenkarz
- Jerzy Milian, polski muzyk jazzowy
- Jerzy Miller, polski poeta
- Jerzy Miller, polski polityk
- Jerzy Molga, polski aktor teatralny
- Jerzy Myszor, ksiądz katolicki, historyk
- Jerzy Neyman, polski matematyk
- Jerzy Niemczuk, polski prozaik i komediopisarz
- Jerzy Nowak, polski aktor teatralny i filmowy
- Jerzy Robert Nowak, polski historyk i publicysta
- Jerzy Nowosielski, polski malarz i teolog
- Jerzy Ofierski, polski aktor i pisarz
- Jerzy Owsiak, polski dziennikarz
- Jerzy Pajączkowski-Dydyński, pułkownik Wojska Polskiego
- Jerzy (Pańkowski), prawosławny ordynariusz Wojska Polskiego, arcybiskup
- Jerzy Passendorfer, polski reżyser filmowy
- Jerzy Pawłowski, polski szermierz
- Jerzy Petersburski, polski kompozytor
- Jerzy Pilch, polski pisarz, publicysta i scenarzysta
- Jerzy Polaczek, polski prawnik i polityk
- Jerzy Połomski, polski piosenkarz i aktor
- Jerzy Pomianowski, polski prozaik i eseista
- Jerzy Popiełuszko, ksiądz katolicki, męczennik, błogosławiony
- Jerzy Potocki, dyplomata, senator i ziemianin, rotmistrz Wojska Polskiego II Rzeczypospolitej
- Jerzy Prokopiuk
- Jerzy Putrament
- Jerzy Radziwiłł
- Jerzy Radziwiłowicz
- Jerzy Roszak
- Jerzy Różycki
- Jerzy Rybicki
- Jerzy Sadek
- Jerzy Satanowski
- Jerzy Skarżyński
- Jerzy Skolimowski
- Jerzy Skrzypczyk
- Jerzy Stuhr
- Jerzy Szaniawski
- Jerzy Szczakiel
- Jerzy Szmajdziński
- Đorđe Svetličić (ur. 1974) – serbski piłkarz występujący na pozycji obrońcy
- Jerzy Sztwiertnia
- Jerzy Szyłak
- Jerzy Terpiłowski, polski pisarz i publicysta
- Jerzy Trela
- Jerzy Turek
- Jerzy Turowicz
- Jerzy Urban
- Jørn Utzon
- Yrjö Väisälä, fiński fizyk i astronom
- Jerzy Vetulani, polski biochemik i neurobiolog
- Jerzy Waldorff
- Jerzy Wasowski
- Jerzy Wenderlich, polski polityk
- Jerzy Wijas
- Jerzy Wiśniewski
- Jerzy Wojnar, polski pilot szybowcowy i saneczkarz
- Jerzy Wyrozumski
- Jerzy Zawisza
- Jerzy Zelnik
- Jerzy Żurawlew
- Jerzy Żyszkiewicz
- Georg Friedrich Händel
- Georg Wilhelm Friedrich Hegel
- Georg Heym
- Georg Listing
- Georg Ohm
- Georg Simmel
- Georg Späth
- Georg Streitberger
- Georg Philipp Telemann
- Georg Wenzeslaus von Knobelsdorff
- George Harrison
- George Boole
- George H.W. Bush
- George Byron
- George Clooney
- George Cukor
- George Eastman
- George Ezra
- George Flasz
- George Gershwin
- George Lucas
- George Patton, słynny generał US Army
- George W. Bush
- George Michael
- George Orwell
- George Bernard Shaw
- George Vancouver
- George Washington
- George Washington Carver
- Georges Auric
- Georges Bernanos
- Georges Bizet
- Georges Braque
- Georges Brassens
- Georges Carpentier
- Georges Danton
- Georges Perec
- Georges Simenon
- Gheorghe Hagi
- Gheorghe Zamfir
- Giorgio Vasari
- Gjergj Kastrioti Skënderbeu
- György Cziffra
- György von Hevesy
- György Ligeti
- Jiří Brdečka
- Juraj Jánošík, karpacki rozbójnik słowackiego pochodzenia
- Jiří Korn
- Jiří Orten
- Jordi Savall
- Jorge Luis Borges
- Jürgen Habermas
- Jürgen Klinsmann
- Jürgen Klopp
- Jürgen Prochnow
- Jürgen Stroop
- Jurij Andropow
- Jurij Andruchowycz
- Jurij Gagarin
- Jurij Łużkow
- Jurij Priłukow
- Marcel Georges Lucien Grandjany, francusko-amerykański harfista, kompozytor i pedagog

## Nadawanie imion w Polsce
Wśród imion nadawanych nowo narodzonym dzieciom, Jerzy w 2017 r. zajmował 75. miejsce w grupie imion męskich (456 nadań tego imienia). W całej populacji Polaków Jerzy zajmował w 2017 r. 20. miejsce (290 277 nadań).
W 2018 r. imię to nadano 507. dzieciom. Liczba mężczyzn noszących to imię zmalała do 273 017 mężczyzn co w rankingu imion męskich daje 21. miejsce. W całkowitym rankingu nadawanych imion Jerzy zajmuje 41. miejsce.